# کولوسا (کالیفرنیا)
کولوسا  (به انگلیسی: Colusa) شهری در شهرستان کولوزا ایالت کالیفرنیا است که در سرشماری سال ۲۰۱۰ میلادی، ۵۹۷۱ نفر جمعیت داشته‌است.